# Nhẫn

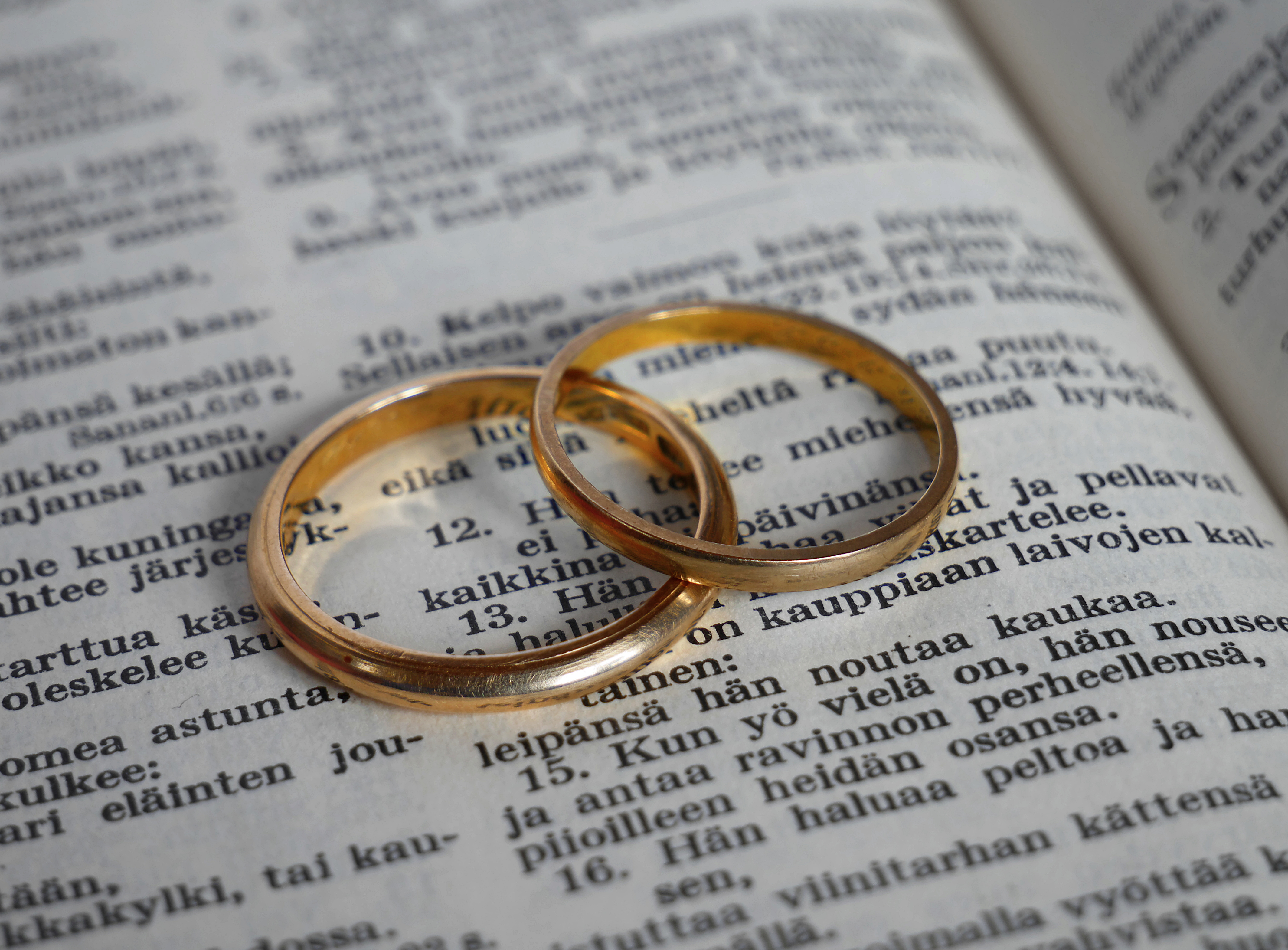
Một cặp nhẫn cưới

Nhẫn là một vòng tròn nhỏ, thường làm bằng kim loại, được đeo ở ngón tay như một vật phẩm trang sức, thỉnh thoảng là ngón chân.

## Các loại

### Nhẫn đính hôn

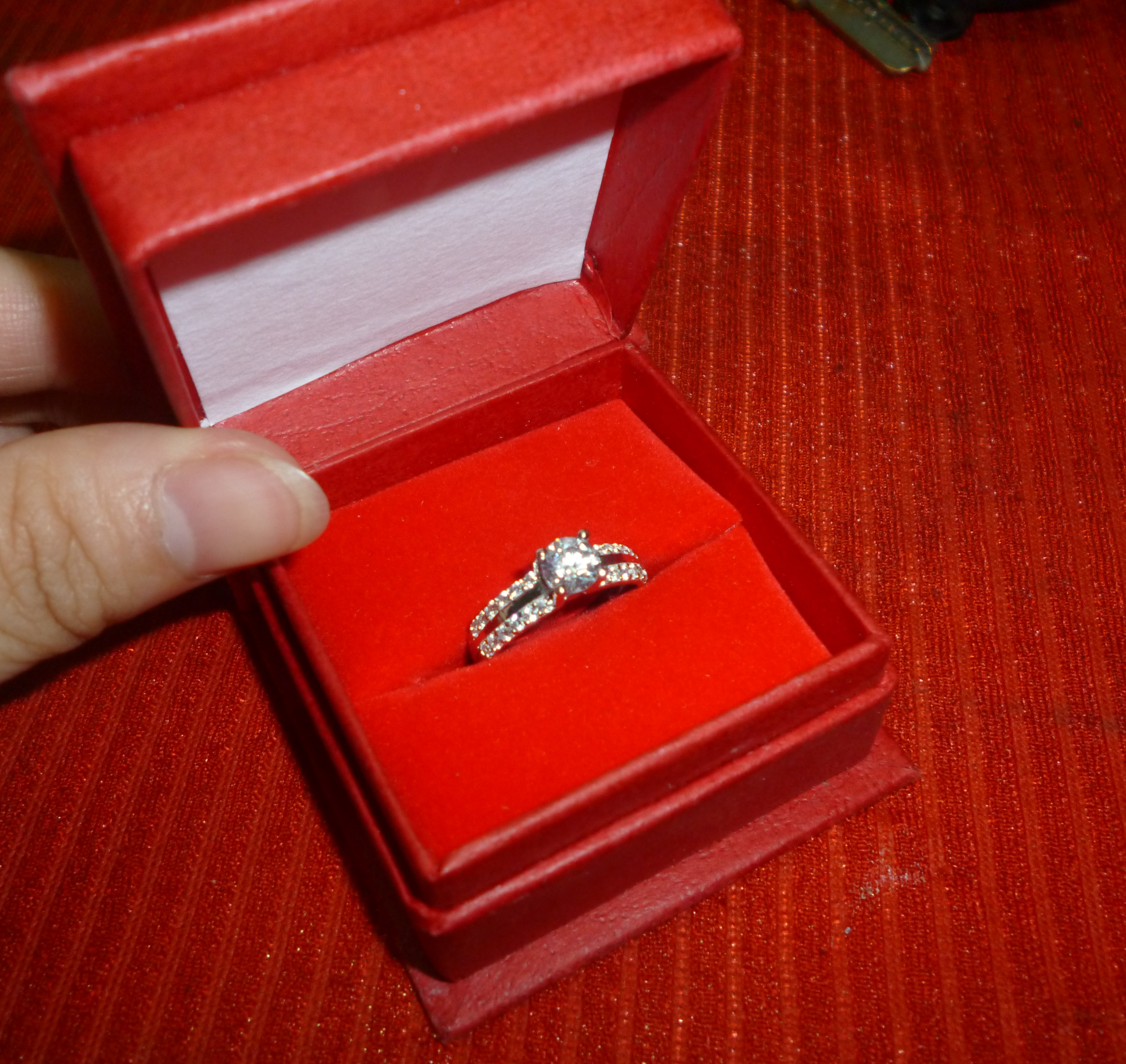
Nhẫn đính hôn ở Việt Nam ngày 20 tháng 11 năm 2012

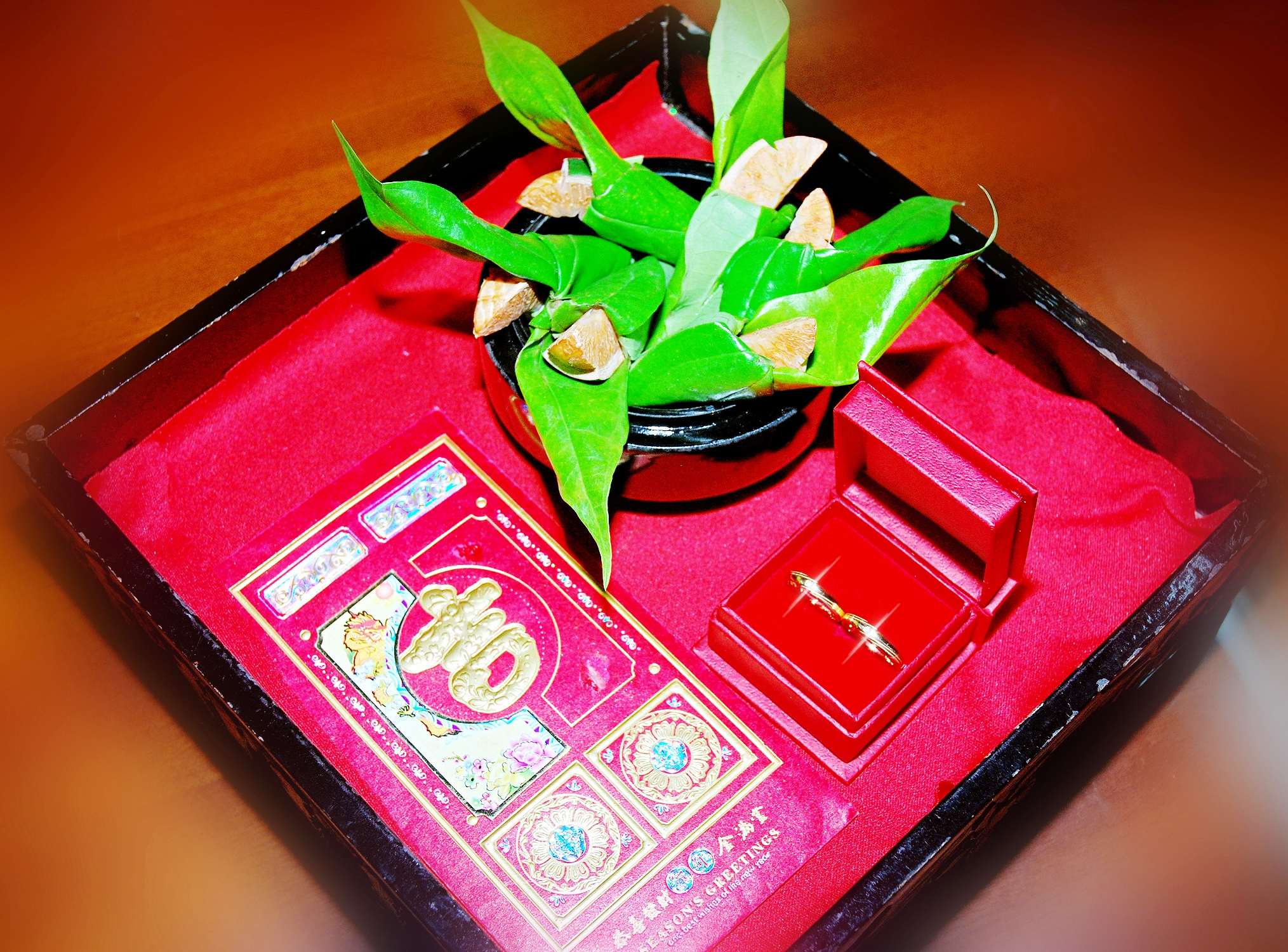
Một cặp nhẫn đính hôn trong lễ ăn hỏi năm 2012 ở Việt Nam

Nhẫn đính hôn là một loại nhẫn được đeo khi đính hôn, nhất là trong văn hoá phương Tây. Ở Anh, Ireland và Bắc Mỹ, nhẫn đính hôn theo truyền thống chỉ được đeo bởi phụ nữ, và nhẫn có thể được nạm kim cương hay đá quý. Ở các nền văn hoá khác cả người nam và nữ cùng đeo 2 chiếc nhẫn giống nhau. Ở một số nền văn hoá, nhẫn đính hôn cũng được sử dụng như nhẫn cưới. Thông thường, nhẫn của người phụ nữ được thể hiện như một món quà hứa hôn trao bởi một người đàn ông cho vợ hoặc chồng tương lai của mình trong khi anh ta cầu hôn hoặc sau khi cô chấp nhận lời cầu hôn của mình. Nó đại diện cho một thỏa thuận hôn nhân trong tương lai. Tại Bắc Mỹ, Ireland và Vương quốc Anh, thông thường nhẫn được đeo trên ngón đeo nhẫn tay trái, mặc dù có nhiều phong tục khác nhau trên thế giới.
Nhẫn đính hôn được bắt nguồn ở Ai Cập cổ như một vòng tròn tượng trưng cho sự tuần hoàn bất diệt và không gian bên trong nó giống như một cánh cổng. Nhẫn hứa hôn đã được sử dụng trong thời La Mã nhưng không được duy trì ở phương Tây cho đến thế kỉ 13. Đàn ông La Mã trao cho người yêu họ nhẫn đính hôn kèm theo một chìa khóa nhỏ. Người La mã tin rằng chìa khóa chạm khắc là chiếc chìa khóa tượng trưng cho sự bảo vệ và trân trọng trái tim của người chồng. Tuy nhiên, chìa khóa có thể mở khóa cho sự sung túc sau này. Tại châu Âu, nhẫn đính hôn đã từng được nhắc đến như là một chiếc nhẫn posie. Nó cũng được sử dụng như một hình thức hứa hẹn về tình yêu chung thủy.
Nhẫn được đeo ở ngón thứ 4 trên tay trái, bởi vì người Hy Lạp cổ tin rằng nó chứa một tĩnh mạch dẫn đến trái tim. Người La Mã tin rằng chiếc nhẫn là một biểu tượng cho quyền sở hữu chứ không phải tình yêu. Điều đó có nghĩa là người chồng có quyền sai khiến vợ của anh ấy. Trong thế kỉ thứ 2 trước Công nguyên, cô dâu La Mã được tặng 2 chiếc nhẫn, một chiếc nhẫn vàng để đeo ở nơi công cộng, và một chiếc làm bằng sắt, cái mà cô có thể đeo khi làm việc nhà. Người Hy Lạp có thể là người đầu tiên sáng tạo ra nhẫn đính hôn, nhưng họ gọi chúng là nhẫn hứa hôn. Tuy nhiên, chiếc nhẫn không được yêu cầu phải trao trước khi cưới, không giống nhẫn đính hôn truyền thống ngày nay.
Trong thời kì chủ nghĩa thực dân ở Mỹ, cái đê đã được đưa ra như một dấu hiệu của tình yêu vĩnh cửu. Người phụ nữ sẽ cắt phần đầu của cái đê để tạo chiếc nhẫn. Tài liệu rõ ràng nhất về việc sử dụng nhẫn kim cương để đánh dấu sự hứa hẹn là bởi hoàng tử nước Áo Archduke Maximilian trong triều đình Vienna vào năm 1477, sau khi hứa hôn với Mary Burgundy. Điều này sau đó gây ảnh hưởng tới tầng lớp giàu có và những người giàu thường trao nhẫn kim cương cho những người thân yêu của họ. Những mỏ kim cương ở châu Phi được khám phá vào năm 1870 làm tăng nguồn cung kim cương. Vì việc sản xuất tăng lên, các tầng lớp dưới cũng có thể tham gia vào phong trào này. Tuy nhiên, trong một thời gian dài, chiếc nhẫn kim cương vẫn chỉ dành cho tầng lớp quý tộc. Đến tận năm 1930, nhẫn đính hôn kim cương mới trở nên phổ biến và được đẩy mạnh thông qua ngành công nghiệp giải trí.
Trong lịch sử, việc sử dụng nhẫn cho mục đích "hứa hôn" như người La Mã chẳng hạn, tuy nhiên, không phải lúc nào nó cũng là biểu hiện của hôn nhân. Trong thực tế, chiếc nhẫn được coi là biểu tượng của tình cảm hay tình bạn. Lịch sử của chiếc nhẫn đính hôn được bắt nguồn từ năm 1215, khi giáo hoàng Innocent III thiết lập một khoảng chờ từ khí hứa hôn đến hôn nhân thực tế. Trong một khoảng thời gian dài, nhẫn đính hôn thường đại diện cho một địa vị xã hội như là chỉ người giàu có mới được đeo nhẫn hoặc trang sức. Trước thế kỉ 20, nhiều lại quà tặng hứa hôn khác cũng phổ biến. Phải đến gần cuối thế kỉ 19, điển hình là việc cô dâu được nhận một chiếc đê khâu chứ không phải là nhẫn đính hôn. Điều này khá phổ biến, đặc biệt là trong số các nhóm tôn giáo xa lánh trang sức. Nhẫn đính hôn không trở thành tiêu chuẩn ở phương tây cho đến cuối thế kỉ 19, và một chiếc nhẫn kim cương không trở nên phổ biến cho đến những năm 1930 tại Hoa Kỳ, nhờ kết quả của chiến dịch marketing rộng rãi trên toàn quốc của ngành công nghiệp kim cương. Hiện tượng này lan nhanh sang các quốc gia khác. Hiện nay, 80% phụ nữ Mỹ được tặng nhẫn với mục đích đính hôn.

### Nhẫn cưới

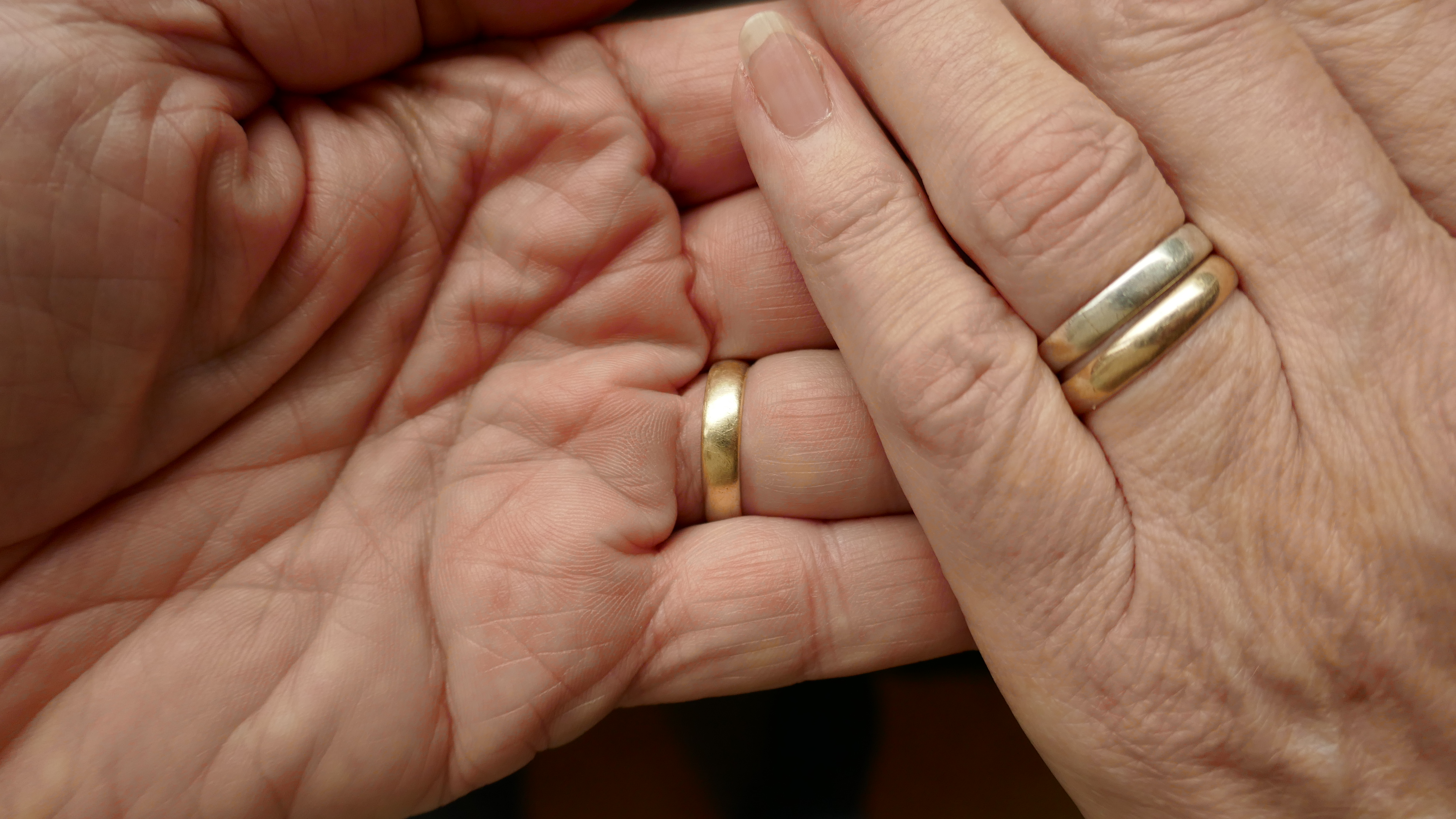
Nhẫn cưới

Nhẫn cưới là một chiếc vòng kim loại được sử dụng khi người đeo kết hôn. Tuỳ thuộc vào văn hoá, nó được đeo trên ngón đeo nhẫn của bàn tay phải hay trái. Văn hoá đeo nhẫn đã lan rộng bắt nguồn từ Châu Âu. Dù ban đầu chỉ được đeo bởi người vợ, nhẫn cưới đã trở thành phong tục cho cả nam và nữ trong thế kỉ 20. "Đôi nhẫn cưới luôn luôn giống nhau về kiểu dáng cũng như chất liệu và chúng được sử dụng cùng một thời gian. Khi chiếc nhẫn cưới được lồng vào tay, nó là biểu tượng của sự ràng buộc giữa hai con người, vững bền, lâu dài và vĩnh viễn. Phải chăng riêng điều này thực sự đã chứng tỏ sự hợp nhất của chúng ngay từ khoảnh khắc ra đời". Biểu tượng rõ ràng này gửi tới mọi người một thông điệp không thể nhầm lẫn về tình trạng hôn nhân. 
Chiếc nhẫn cưới thường là rất đơn giản với một thiết kế đẹp và không bị lỗi mốt qua thời gian và nó cũng có một lịch sử lâu dài từ thời Ai Cập cổ đại, khoảng 4800 năm trước đây. Với những người Ai Cập cổ đại, chiếc nhẫn được gắn với một thế lực siêu nhiên, một vòng tròn không có điểm chấm dứt với tình yêu bất diệt. Về sau với người Hy Lạp, khi người con gái chấp nhận chiếc nhẫn cũng có nghĩa là cô gái đã bị trói buộc về cả mặt tinh thần lẫn luật pháp và không còn được tự do nữa. Còn ngày hôm nay, chúng ta chấp nhận chiếc nhẫn như là một phần của nghi lễ đám cưới, một sự ràng buộc mãi mãi có sự chứng kiến của cả hai gia đình, họ mạc. Thời gian dần trôi đi và phong tục cũng có những thay đổi đáng kể. Ngày nay, không chỉ các cô dâu mới đeo những chiếc nhẫn như là một biểu tượng của sự ràng buộc mà phần lớn đàn ông cũng chọn đeo nhẫn để xác lập tính trung thực của họ, sự khẳng định gắn bó của họ với một người phụ nữ.